# NGC 4929
NGC 4929 est une galaxie elliptique située dans la constellation de la Chevelure de Bérénice. Sa vitesse par rapport au fond diffus cosmologique est de 6 491 ± 19 km/s, ce qui correspond à une distance de Hubble de 95,7 ± 6,7 Mpc (∼312 millions d'al). NGC 4929 a été découverte par l'astronome prussien Heinrich Louis d'Arrest en 1865.
À ce jour, trois mesures non basées sur le décalage vers le rouge (redshift) donnent une distance de 121,000 ± 9,165 Mpc (∼395 millions d'al), ce qui est à l'extérieur des valeurs de la distance de Hubble. Notons que c'est avec la valeur moyenne des mesures indépendantes, lorsqu'elles existent, que la base de données NASA/IPAC calcule le diamètre d'une galaxie et qu'en conséquence le diamètre de NGC 4929 pourrait être d'environ 29,8 kpc (∼97 200 al) si on utilisait la distance de Hubble pour le calculer.
La désignation DRCG 27-166 est utilisée par Wolfgang Steinicke pour indiquer que cette galaxie figure au catalogue des amas galactiques d'Alan Dressler. Les nombres 27 et 166 indiquent respectivement que c'est le 27e amas de la liste, soit Abell 1656 (l'amas de la Chevelure de Bérénice), et la 166e galaxie de cet amas. Cette même galaxie est aussi désignée par ABELL 1656:[D80] 166 par la base de données NASA/IPAC, ce qui est équivalent. Dressler indique que NGC 4872 est une galaxie lenticulaire de type S0/E.